# FC Sparta Gent
FC Sparta Gent was een Belgische voetbalclub uit Gent. De club sloot in 1944 aan bij de KBVB met stamnummer 4099.
In 1965 fuseerde de club met FC Ganda tot FC Ganda Sparta.

## Geschiedenis
De club werd in 1933 opgericht als Sparta Sinte-Koleta Gent naar de gelijknamige Zuid-Gentse parochie met de Sint-Coletakerk en speelde tot 1944 in het Katholiek Vlaams Sportverbond. Men werd te sterk voor dit verbond en dus besloot Sparta de overgang naar de KBVB te maken.
In 1946 werd de naam van de club gewijzigd en men ging voortaan als FC Sparta Gent door het leven.
Ook in de KBVB was men succesvol, want in 1945-1946 werd men kampioen in Tweede Gewestelijke, hierdoor mocht de club naar het hoogste provinciale niveau. Men degradeerde onmiddellijk, maar een jaar later werd men weer kampioen in Tweede Gewestelijke.
Ook deze keer was het verblijf tot één seizoen beperkt, maar een reeks lager reeg FC Sparta de ereplaatsen aan elkaar. In 1953 werd een derde kampioenstitel behaald op het tweede provinciale niveau en mocht men naar Eerste Provinciale.
Men hield er drie seizoenen stand, tot 1956, toen moest men terug naar Tweede Provinciale.
De club speelde daar tot 1965, na een moeilijk seizoen zou normaal een degradatie naar Derde Provinciale volgen, maar men besloot in de zomer te fuseren met nabije buur FC Ganda en samen ging men voortaan als FC Ganda Sparta verder onder het stamnummer van Ganda.